# Balanus galeatus
Balanus galeatus är en kräftdjursart. Balanus galeatus ingår i släktet Balanus och familjen havstulpaner. Inga underarter finns listade i Catalogue of Life.